# Snurkbeugel

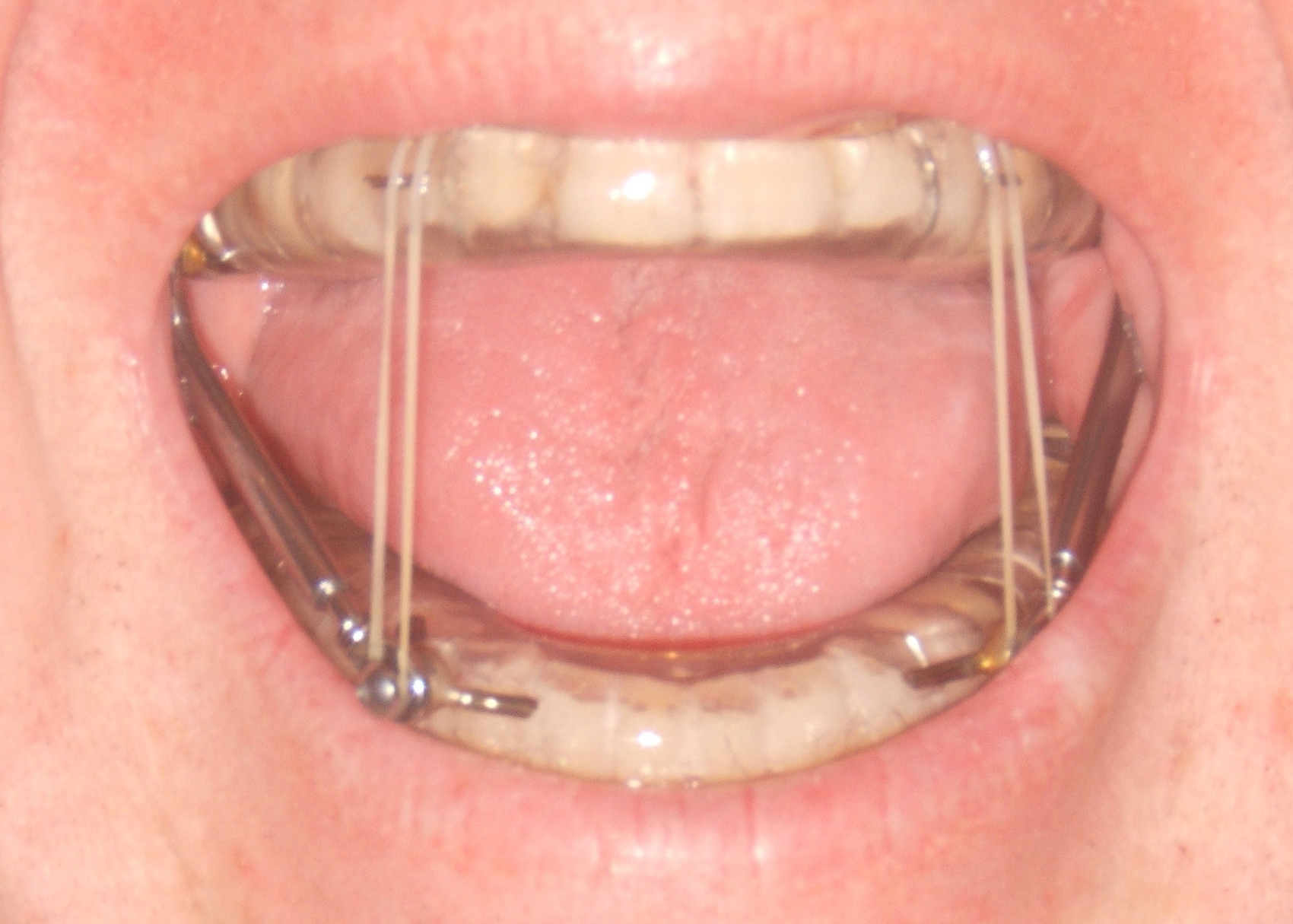
Mandibulair repositie-apparaat.

Een snurkbeugel is een hulpmiddel tegen snurken en tegen het slaapapneusyndroom.
Twee snurkbeugelsystemen zijn het mandibulair repositieapparaat (MRA) en het tongrepositieapparaat (TRA). Beide zijn in de mond gedragen apparaatjes die voorkomen dat de tong tijdens de slaap 's nachts verslapt en de keelholte gedeeltelijk afsluit.
Een MRA-beugel past precies op het verhemelte en de onderkaak. De onderkaak en de tong worden gedurende de nacht naar voren gehouden. De keelholte blijft vrij waardoor snurken en slaapapneu (ademstilstanden in de slaap) worden voorkomen. De MRA-beugel kan kaakgewrichtsklachten veroorzaken of verergeren. Het gebit moet in uitstekende staat zijn. Gebruik is niet mogelijk als de patiënt een gebitsprothese draagt. 
Een TRA-systeem past precies op het verhemelte en heeft een bewegend balvormig onderdeeltje dat de tong naar voren houdt. Hierdoor wordt snurken en ademstilstand voorkomen. Er zijn TRA-systemen die tevens mogelijk zijn als de patiënt een prothese draagt.
Een andere vorm van snurkbeugels zijn de zogenoemde boil and bite snurkbeugels. Dit type snurkbeugel is gemaakt van thermoplastisch materiaal dat zacht en flexibel wordt wanneer het in heet water wordt ondergedompeld. De gebruiker verwarmt de snurkbeugel in heet water, waardoor het materiaal zacht wordt. Vervolgens bijt de gebruiker op de beugel, zodat deze zich vormt naar de unieke contouren van het gebit. Na afkoeling behoudt de beugel deze vorm, wat zorgt voor een comfortabele en effectieve pasvorm. Het is bedoeld om de luchtwegen open te houden tijdens het slapen.